# Opus
 For alternative betydninger, se Opus (flertydig). (Se også artikler, som begynder med Opus)
Et opus (latin for 'værk', 'arbejde') er en kunstners samlede arbejder/værker op til dags dato eller kunstnerens død.
Opus bruges også i nummereret form til at katalogisere komponisters værker.